# Orthonevra argentina
Orthonevra argentina är en tvåvingeart som först beskrevs av Brethes 1922.  Orthonevra argentina ingår i släktet glansblomflugor, och familjen blomflugor. Inga underarter finns listade i Catalogue of Life.